# UD・クエスター

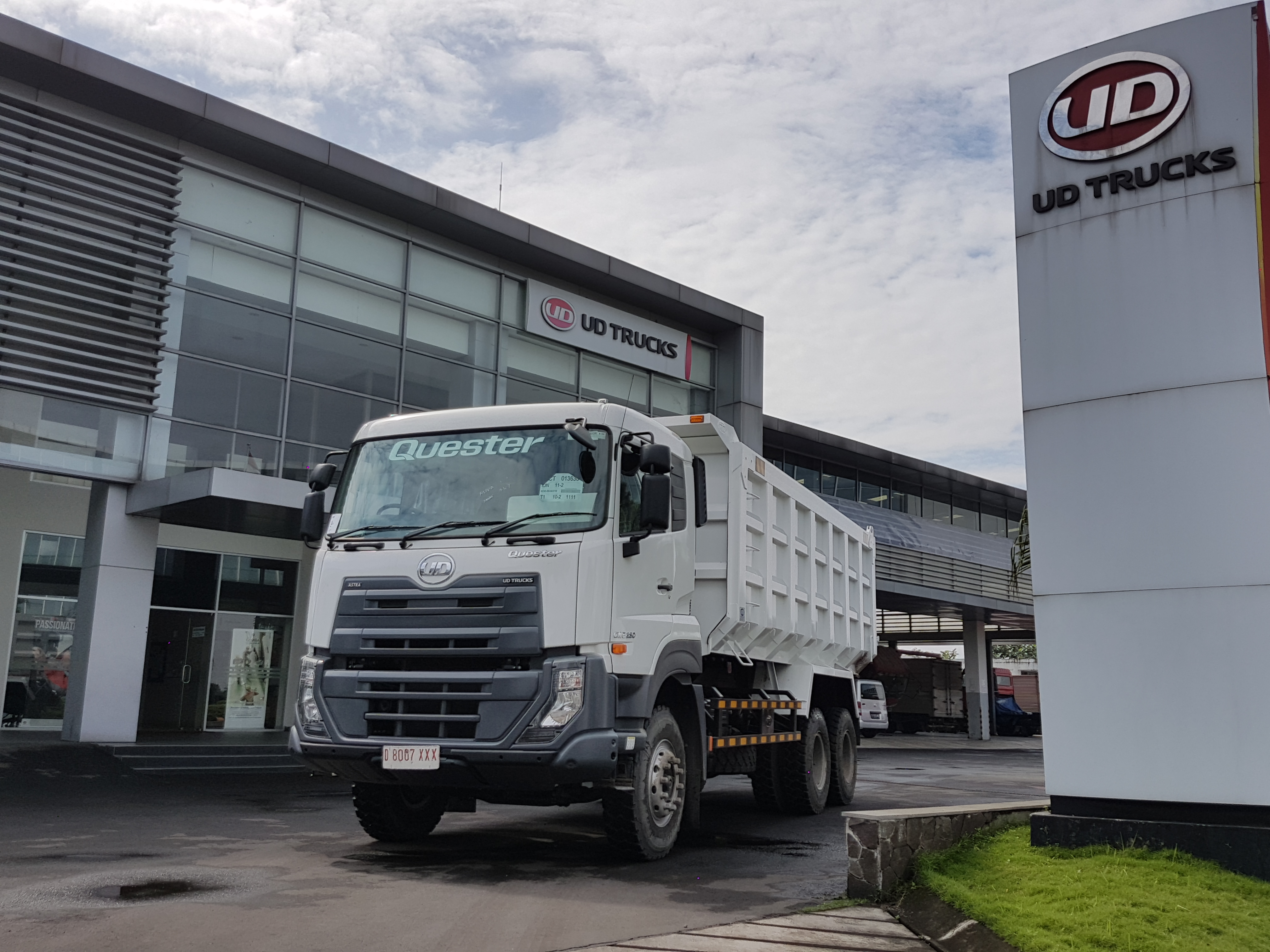
クエスター CWE

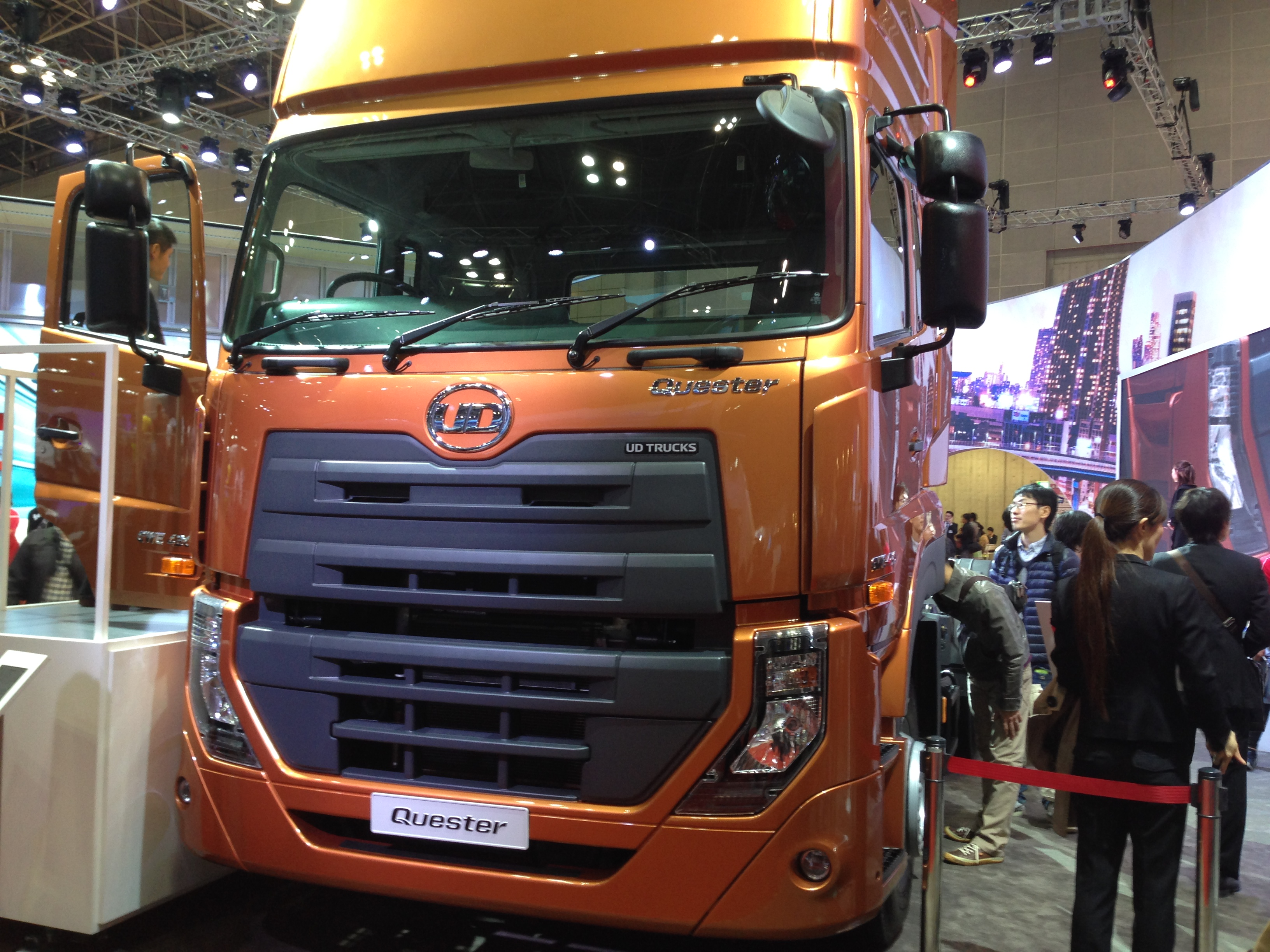
クエスター GWE

クエスター（Quester）は、UDトラックスが開発・生産する大型トラックである。

## 概要
2013年8月26日、タイ・バンコクにおいて発表。当時の親会社であるボルボ・グループとの協業の下、UDトラックスとしては初の「日本以外の市場向けに特化した商品」として開発された。このモデルの開発においては「日本のモノづくり」「ボルボ・グループのグローバルな強み」「現地調達・生産」の各考え方からなる「The best of three worlds（3つの要素）」が取り入れられた。
生産・販売については、タイを中心としてインド・中国において部品の現地調達から生産を行い、アジア・中東・アフリカ・中南米などの新興国地域において販売される。なお、日本では販売されない。
2013年度グッドデザイン賞受賞。
親会社であるいすゞ自動車も、2024年7月にC&Eシリーズ（ギガの海外仕様）の後継として、クエスターをベースにしたS&Eシリーズの生産をUDトラックスタイ工場にて開始した。

## 年表
- 2013年8月26日 - タイ・バンコクで発表。
- 2013年10月 - インドネシアに建設現場向けの11リットル型エンジン搭載車を投入[5]。
- 2013年11月23日 - 12月1日 - 第43回東京モーターショーにおいて日本初公開。
- 2013年12月10日 - 中国市場への投入を発表。生産・発売は、東風汽車とUDトラックスの合弁企業である「東沃汽車有限公司」が行う[6]。
- 2015年3月6日 - スリランカへの投入を発表。南アジア地域においての販売は同国が初[7]。
- 2015年4月16日 - UDトラックスにとって国外最大市場である南アフリカ市場への投入を発表。タイ工場より部品を調達し、ボルボ・グループの現地工場においてノックダウン生産を行う。[8]。
- 2016年7月 - オマーン・カタール・サウジアラビアの中東各国で販売開始。
- 2018年3月 - スーダンで販売開始[9]。
- 2018年6月 - パキスタンで販売開始[10]。
- 2018年8月 - 中東向けに6x4のGVW40 tモデルを追加[11]。

## ラインナップ
単車系
- CKE 4x2
- CDE 6x2
- CWE 6x4
- CGE 8x4

トラクタ系
- GKE 4x2
- GDE 6x2
- GWE 6x4

## 車名の由来
新興国の顧客のニーズを徹底的に追求（クエスト）したトラックを開発、提供したいという思いから命名された。なお、中国市場向けの車名は「酷騰」（KuTeng、簡: 酷腾、繁: 酷騰）となる。